# Prociphilus aurus
Prociphilus aurus är en insektsart som beskrevs av Zhang, G.-x. och Ge-Xia Qiao 1997. Prociphilus aurus ingår i släktet Prociphilus och familjen långrörsbladlöss. Inga underarter finns listade i Catalogue of Life.